# 101 Helena
101 Helena је астероид главног астероидног појаса. Приближан пречник астероида је 65,84 km,
а средња удаљеност астероида од Сунца износи 2,582 астрономских јединица (АЈ).
Инклинација (нагиб) орбите у односу на раван еклиптике је 10,204 степени, а орбитални период износи 1516,163 дана (4,151 године). Ексцентрицитет орбите астероида износи 0,142.
Апсолутна магнитуда астероида износи 8,33 а геометријски албедо 0,189.
Астероид је откривен 15. августа 1868. године.